# Superobyvatelné světy

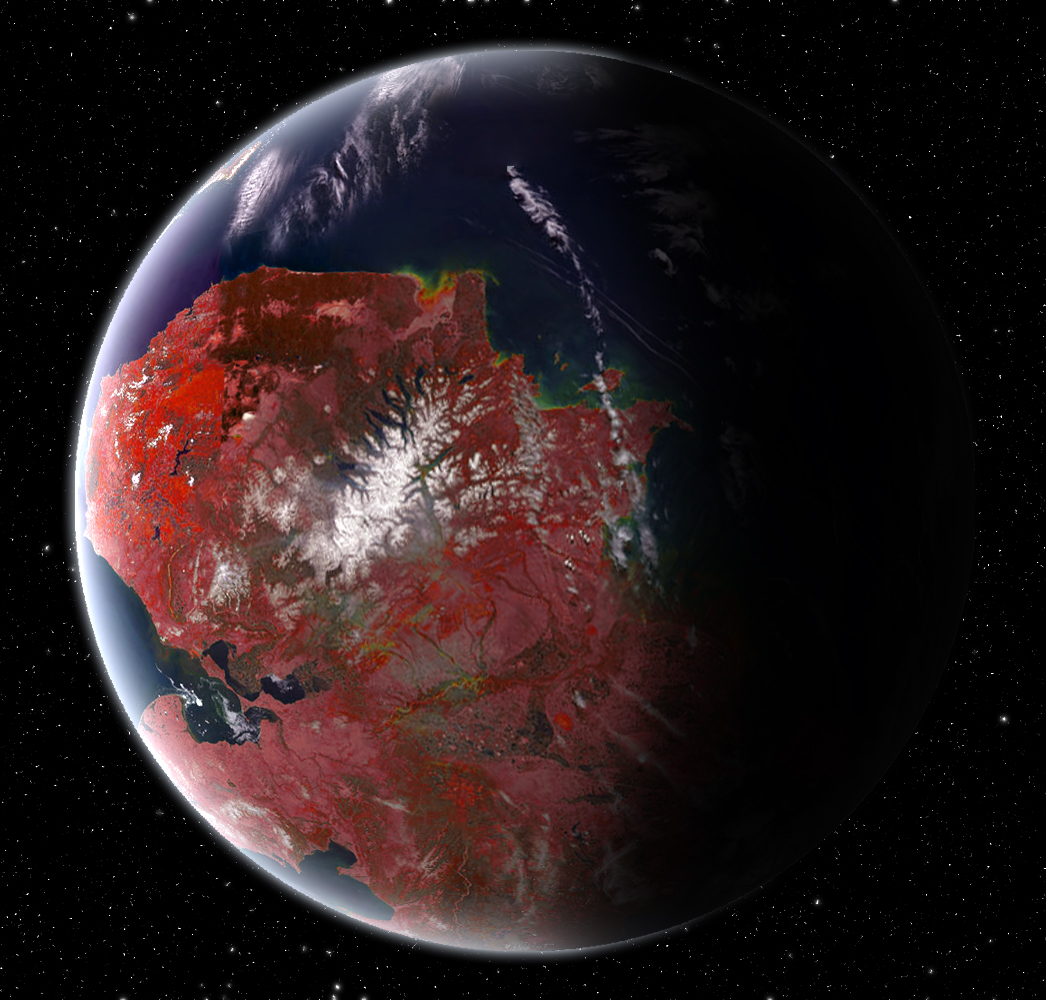
Umělecká představa superobyvatelné planety. Červenavý odstín povrchu způsobuje vegetace.

Superobyvatelný svět je hypotetický typ planety nebo měsíce, který je pro život vhodnější než Země. Koncept superobyvatelných světů byl poprvé představen v roce 2014 v práci René Hellera a Johna Armstronga, kteří kritizovali geocentrické a antropocentrické přístupy k hledání obyvatelných exoplanet.

## Charakteristiky superobyvatelných světů
Superobyvatelná planeta by měla mít vlastnosti podporující větší biodiverzitu a stabilnější podmínky pro život než Země. To zahrnuje:

### Hvězdné charakteristiky
Superobyvatelné světy by měly obíhat hvězdy typu K, tzv. oranžové trpaslíky. Tyto hvězdy mají delší životnost než žlutí trpaslíci typu G, jako je Slunce, a vyzařují dostatečné množství světla a tepla pro podporu biologických procesů, přičemž produkují méně škodlivého ultrafialového záření. To z nich činí ideální kandidáty pro podporu života.
Oranžoví trpaslíci mají typickou životnost mezi 18 a 34 miliardami let, což poskytuje více času pro vznik a vývoj života. Navíc vyzařují méně škodlivého záření než masivnější hvězdy.

### Geologické a atmosférické podmínky
Superobyvatelné světy by měly mít větší povrchovou plochu a vyšší míru geologické aktivity než Země. Aktivní desková tektonika je klíčem k udržení rovnováhy oxidu uhličitého v atmosféře, což pomáhá regulovat teplotu planety.
Hustější atmosféra by mohla přispět k rovnoměrnější distribuci teplot a stabilnějším klimatickým podmínkám. Předpokládá se, že ideální teplota pro biologickou rozmanitost je přibližně 25 °C.

### Rozložení vody
Superobyvatelné světy by měly mít větší podíl mělkých oceánů a rovnoměrněji rozmístěné pevniny. Mělké vody podporují biologickou aktivitu a rozmanitost života díky většímu množství světla a živin dostupných v těchto oblastech.

### Stabilita klimatu
Díky menším teplotním výkyvům a hustší atmosféře by superobyvatelné světy mohly mít stabilnější klima než Země. Větší oblačnost by mohla přispívat k ochraně povrchu před škodlivým zářením a regulovat teplotu prostřednictvím skleníkového efektu.

### Další podmínky
Přítomnost silného magnetického pole by mohla chránit atmosféru a povrch planety před kosmickým zářením a slunečními erupcemi. Dále se předpokládá, že superobyvatelné světy by měly mít mírnou rotaci a dostatečně hustou atmosféru, aby chránily povrch před extrémními teplotními výkyvy.

## Výzkum superobyvatelných světů
V roce 2020 vědci vedení Dirkem Schulze-Makuchem identifikovali 24 potenciálně superobyvatelných exoplanet. Kritéria zahrnovala věk planety (5–8 miliard let), hmotnost (1,5–2krát větší než Země), poloměr, povrchovou teplotu a oběžnou dráhu v obyvatelné zóně hvězdy.
Jedním z příkladů je exoplaneta Kepler-1126b, která má hmotnost přibližně 3,6krát větší než Země a teplotu povrchu kolem 25 °C. Dalším kandidátem je Kepler-69c, i když její potenciální obyvatelnost je zpochybněna možností skleníkového efektu.
Vědci také předpokládají, že některé z těchto světů by mohly mít rudou nebo oranžovou vegetaci, přizpůsobenou nižší intenzitě světla oranžových trpaslíků.